# Frank Behnke (Filmtonmeister)
Frank Behnke (* 30. März 1955 in West-Berlin), Pseudonym: Rank als DJ, Berti als Musiker, Sir Frank in seiner Beatles-Radioshow Nothing Is Real, ist ein deutscher Musiker, Autor und Filmregisseur. Behnke managt seit 1987 den Art-Brut-Künstler Klaus Beyer.

## Leben
Frank Behnke ist in Berlin-Neukölln aufgewachsen und erlernte bereits in Schulzeiten Klavier, Orgel, Blockflöte. Als Mitglied des VSM Blockflöten Orchesters wurden Konzerte in Deutschland und dem Europäischen Ausland gegeben, sowie zwei Schallplatten produziert. 1971 spielte er elektrische Gitarre in diversen Rockbands und Alto Saxophon in einer Free Jazz Formation. 1973 während der Ausbildung als Krankenpfleger lernte er Rainer Homann kennen, Musiker und Schauspieler, der ihn stark beeinflusste. Nach der Ausbildung arbeitete Frank Behnke als Krankenpfleger in Gelsenkirchen, Berlin und Detmold. Im Kreiskrankenhaus Detmold spezialisierte er sich auf die Dialyse. 1981 verließ er den Beruf, schlug sich mit Gelegenheitsarbeiten als Hausmeister durch und gründete die Antikunstgruppe Die Kulturwache. Es gab diverse kritische Aktionen, Performances und Ausstellungen. Fortan widmete sich Frank Behnke der Musik und dem Filmschaffen.

## Werk

### Film
Von 1983 bis 1989 absolvierte Frank Behnke an der Deutschen Film- und Fernsehakademie Berlin ein Regiestudium. 1985 wurden er und Peter Braatz von David Lynch in die USA eingeladen, der Produktion seines Films Blue Velvet beizuwohnen. Peter Braatz realisierte Filme über die Dreharbeiten zu No Frank in Lumberton und Blue Velvet Revisited. 1985/86 studierte Behnke bei Oscar-Preisträger Alan Splet Filmtonaufnahme und Sound Design in Berkeley, Kalifornien. Frank Behnke arbeitet regelmäßig als Filmtonmeister, Filmeditor, Film Sound Designer und Schauspieler in Deutschland. 1989 wird sein Diplomfilm Das Wasser des Nils wird zu Blut werden auf den 39. Internationalen Filmfestspielen Berlin gezeigt und gilt unter Mitwirkung der späteren Filmproduzenten Florian Koerner von Gustorf und Michael Weber, sowie des Kameramannes Reinhold Vorschneider als Vorläufer der Berliner Schule der 1990er Jahre.
Sein Film The Neighbour erhielt einen Preis auf dem europäischen Kurzfilmfest Berlin 1986.
1986 entdeckt Frank Behnke (unter Vermittlung von Wolfgang Müller und Georg Maas) Klaus Beyer, der als 'deutscher Beatle' bekannt wird und übernimmt das Management. Frank Behnke produziert zahlreiche CD/DVD-Veröffentlichungen und schreibt zwei Bücher über ihn. 1994 dreht er mit Georg Maas den Dokumentarfilm Das andere Universum des Klaus Beyer, der jahrelang auf internationalen Filmfestivals gezeigt wird und 1996 den Team Work Award des 9. Stuttgarter Filmwinters erhält.
In seiner langjährigen Tätigkeit als Filmtonmeister arbeitet Frank Behnke u. a. bei Lola rennt von Tom Tykwer; als Filmeditor von Nick Cave – The Road To God Knows Where von Uli M Schueppel; als Sound Designer von German Angst von Jörg Buttgereit; als Schauspieler bei Rokoko von Ulrike Pfeiffer. Frank Behnke machte 2020 den Originalton von City Child von Austin Jack Lynch, dem Sohn von David Lynch.
Er schnitt diverse Musik Clips von den Rainbirds, Tom Liwa, Stereo Total,  Mutter, u. a.
Frank Behnke lehrt seit 1996 in den Bereichen Filmton, Filmschnitt, Filmmusik und Sound Design in Zürich, Münster, Berlin, München, Bozen, Potsdam und schließlich am Abbey Road Institute Berlin, was ihn 2019 in die legendären Abbey Road Studios nach London brachte, wo u. a. The Beatles und Pink Floyd ihre Musik aufnahmen.
2007 sprach Frank Behnke auf dem Symposium der School of Sound in London; 2012 war er für das Kurzfilmprogramm der David Lynch Conference, Berlin verantwortlich; 2020 sprach er am UNESCO Welttag des Filmerbes, Potsdam über Filmton.

### Musik
1982 gründete Frank Behnke mit Matz Müller die Art Wave Band Terminated Alien in Detmold. 1983/84 war er Bassist von der Punkband Camping Sex in Berlin und spielte die Gitarre bei der Nachfolgeband Mutter von 1986 bis 2002. 2011 produziert er zusammen mit Thomas Pargmann die Vinylschallplatte „25“ zum fünfundzwanzigsten Jubiläum der Band Mutter. Fortan führt Frank Behnke das Archiv des Grauens auf der Webseite der Band Mutter, in dem Artikel, Kritiken, Fotos und Videoclips aus seinem Archiv über die Band zu finden sind.
1988 bis 2000 trat Frank Behnke mit seinem Bruder Ralph als Rank & Rabe auf.
1999 brachte er in Zusammenarbeit mit der Volksbühne am Rosa Luxemburg Platz den US-amerikanischen Musiker Daniel Johnston erstmals nach Deutschland.
Frank Behnke war Gastmusiker bei Mini Metal (Schweiz), S.Y.P.H., Klaus Beyer Band.
2011 führten er und Ralf Krämer ein Telefoninterview mit David Lynch zu dessen aktueller CD Crazy Clown Time. Frank Behnke produziert seit 2016 als Sir Frank die Beatles Radioshow Nothing Is Real, wo er unterschiedlichste Interpretationen und Outtakes aus über 1000 seiner Beatles Tonträger präsentiert und ist unregelmäßig als DJ Rank aktiv.

### Autor
Als Autor startete Frank Behnke 1982 in der Feuilleton Rubrik des Lippischen Landboten, Bad Salzuflen. Er veröffentlichte zwei Bücher über Klaus Beyer, darunter 2003 Das System Klaus Beyer mit Jörg Buttgereit, Christoph Schlingensief und Detlef Kuhlbrodt im Interview – Martin Schmitz Verlag. Von 2003 bis 2010 schrieb Frank Behnke Artikel für das Fachmagazin Film und TV Kameramann. 2015 und 2018 erschienen Frank Behnkes Roman Ich, Medea und die Erzählungen Natürliche Auslese im Quiqueg Verlag.
Frank Behnke ist seit 1976 mit der Erzieherin und Fahrrad-Weltreisenden Margit Pirsch liiert. Das Paar hat eine Tochter, Nora Seit 2023 eine Enkeltochter, Mabel.

## Filme (Eigene, Auswahl)
- 1982: Am Anfang war das Wort (mit Kulturwache)
- 1984: Der Held
- 1985: Feitico
- 1986: The Neighbour
- 1989: Das Wasser des Nils wird zu Blut werden
- 1991: Langsame Bewegung
- 1994: Das andere Universum des Klaus Beyer (mit Georg Maas)
- 1999: The Daniel Johnston Show
- 2000: Face
- 2002: Passage
- 2004: Finger am Abzug
- 2017: Einführung in eine wahre Geschichte der DFFB (mit Stefan Pehtke)